# Joyboard

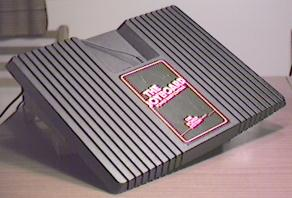
Joyboard.

La Joyboard est un accessoire en forme de pèse-personne compatible avec la console de jeux vidéo Atari 2600. Commercialisée en 1982, il s'agit d'une plateforme sur laquelle le joueur se tient debout et contrôle le jeu en se penchant.

## Design
Le design implique quatre touches directionnelles installées sous la planche. En se penchant, le joueur peut contrôler le jeu ; par exemple, en se penchant à gauche, il peut faire aller un personnage vers la gauche. Un joystick standard peut également être connecté à la Joyboard si nécessaire.
La Wii Balance Board, un accessoire commercialisé en 2007 par Nintendo pour sa console de jeux vidéo Wii, présente des similarités avec la Joyboard . La Wii Balance Board permet, comme la Joyboard, au joueur de contrôler le jeu avec le poids de son corps, mais une technologie plus avancée lui permet de détecter les mouvements plus finement.